# Hipercalciuria idiopática
La  hipercalciuria  idiopática (HCI) es una anomalía metabólica de origen genético que se caracteriza por una excesiva eliminación de calcio por la orina en ausencia de hipercalcemia o de otras causas conocidas de hipercalciuria.
El calcio procedente de la alimentación se absorbe en el intestino hacia el torrente sanguíneo, de donde pasa a fijarse en los huesos. No obstante, no todo el calcio que llega a la sangre se fija en el hueso, sino que queda calcio en la sangre. Cuando la sangre se filtra en el riñón, hay un proceso de reabsorción del calcio en el riñón que hace que ese calcio vuelva al torrente sanguíneo y de ahí al hueso, aunque siempre habrá calcio que no se reabsorba en el riñón y se elimine por la orina.[cita requerida]
La hipercalciuria es la excesiva excreción de calcio a través de la orina, generalmente asociada a hipercalcemia (exceso de calcio en sangre, que hace que, aunque el riñón reabsorba calcio, pase mucho calcio a la orina). Pero existe también una hipercalciuria no asociada a hipercalcemia: la llamada hipercalciuria idiopática, que quiere decir que las causas por las que el riñón no reabsorbe calcio son desconocidas (genéticas, etcétera). El término "idiopático", aplicado a una enfermedad, significa que no se conocen sus causas. Como en toda hipercalciuria, debido a la insuficiencia de reabsorción de calcio en el riñón, se produce un exceso de excreción de calcio a través de la orina, lo que puede conllevar la producción de  cálculos renales (cálculos de oxalato cálcico) (litiasis renal).[cita requerida]

## Tratamiento
En el tratamiento de esta enfermedad, lo más importante es cambiar el régimen y los hábitos alimentarios. Los cambios dietéticos forman la base del tratamiento de la hipercalciuria idiopática en los niños porque la excreción urinaria de calcio se asocia significativamente con la ingesta dietética de sal, proteínas, potasio, fósforo y calcio. Limitar la ingesta de sal y agregar potasio a la dieta también son elementos muy importantes en el tratamiento de la hipercalciuria.
Como método para resolver la hipercalciuria idiopática, los médicos administran el diurético hidroclorotiacida:  1,5-2.5 mg/Kg en dosis única  matutina, que permite la reabsorción de calcio en el riñón.